# Disney Cinemagic
Disney Cinemagic était une chaîne pan-européenne du groupe Walt Disney Television, éditée et distribuée depuis la Grande-Bretagne La chaîne diffuse chaque samedi les films Disney pour la première fois et les rediffusent durant la semaine entre trois et quatre fois. Disney Cinemagic avait remplacé Toon Disney sauf au Portugal où elle était une nouvelle chaîne.

## Autour du monde
- Allemagne (4 juillet 2009 - 1er octobre 2019)
- Italie (3 décembre 2011 - 30 juin 2019 ; en tant que bloc de programmation sur Sky Cinema Family)
- France (4 septembre 2007 - 8 mai 2015 ; en remplacement de Toon Disney et remplacé par Disney Cinema)
- Espagne (1er juillet 2008 - 1er janvier 2015 ; en remplacement de Toon Disney)
- Royaume-Uni et Irlande (19 mars 2006 - 28 mars 2013 ; en remplacement de Toon Disney et remplacé par Sky Movies Disney)
- Portugal (1er octobre 2008 - 1er novembre 2012 ; remplacé par Disney Movies on Demand et Disney Junior)

## Historique
Le 19 mars 2006, la chaîne britannique est lancée au Royaume-Uni et en Irlande.
Le 15 février 2007, la chaîne française est annoncée pour le mois d'avril sur le réseau satellite français. Le 23 mai 2007, Disney Télévision France annonce le lancement de Disney Cinemagic, Disney Cinemagic +1 et un service de vidéo à la demande sur Canalsat Cependant, elle est lancée le 4 septembre 2007.
Le 20 novembre 2008, Disney Cinemagic passe en HD au Royaume-Uni sur Sky.
La chaine Disney Cinemagic Espagne est lancée le 1er juillet 2008, la version portugaise de Disney Cinemagic est lancée le 1er octobre 2008 et la version allemande est lancée le 4 juillet 2009 en remplacement de Toon Disney.
Le 1er novembre 2012 Disney remplace la chaîne portugaise par Disney Junior. En 2013, la chaîne britannique est en partie rachetée par le groupe Sky qui la renomme Sky Movies Disney. Disney Cinemagic Espagne s'arrête le 1er janvier 2015. C'est ensuite au tour de version française de disparaître le 8 mai 2015 pour laisser place à Disney Cinema. 
Le 8 janvier 2016, la chaîne allemande devient disponible 24h/24 à partir du 29 février. Le 20 janvier 2016, Sky Deutschland et Disney Cinemagic lance une chaîne éphémère du 18 mars au 3 avril nommée Sky Disney Prinzessinnen qui proposera 26 films de Princesses Disney.
Le 1er octobre 2019, Disney Cinemagic s'est arrêté en Allemagne.

## Émissions
D'anciennes et de nouvelles émissions sont diffusées sur la chaîne.
- Les 101 Dalmatiens, la série
- Aladdin
- Les Aventures de Buzz l'Éclair
- La Bande à Picsou
- La Bande à Dingo
- Brandy et M. Moustache
- La Cour de récré
- Couacs en vrac
- Hercule (la série d'animation)
- Timon et Pumbaa
- Tic et Tac, les rangers du risque
- Tous en boîte
- Super Baloo
- Pepper Ann
- Le Livre de la jungle, souvenirs d'enfance
- Lilo et Stitch, la série
- La légende de Tarzan
- La petite sirène (la série)
- Kuzco, un empereur à l'école
- Les Weekenders

## Films de Disney Cinemagic

### Films courants
- 102 Dalmatiens
- Dingo et Max 2 : Les Sportifs de l'extrême
- Angels in the Endzone
- Angels in the Infield
- Atlantis 2
- Bambi 2
- Basil, détective privé
- L'Apprentie sorcière
- The Big Green
- Taram et le Chaudron magique
- Blank Check
- Frère des ours 2
- Le Chat qui vient de l'espace (VO : The Cat from Outer Space)
- Chicken Little
- La Bande à Picsou, le film : Le Trésor de la lampe perdue
- Dumbo
- Kuzco, l'empereur mégalo
- La Montagne ensorcelée (VO : Race to Witch Mountain)
- First Kid
- Rox et Rouky
- Georges de la jungle
- George de la jungle 2
- The Gnome Mobile
- La Colo des gourmands
- Chérie, j'ai rétréci les gosses
- Le Bossu de Notre-Dame 2 : Le Secret de Quasimodo
- Inspecteur Gadget 2
- Kuzco 2 : King Kronk
- La Belle et le Clochard 2 : L'Appel de la rue
- Leroy et Stitch
- Les Petits Champions
- La Petite Sirène 2 : Retour à l'océan
- Lilo et Stitch
- Lilo et Stitch 2 : Hawaï, nous avons un problème!
- Mickey, Donald, Dingo : Les Trois Mousquetaires
- Mulan 2 : La Mission de l'Empereur
- Objectif Lotus
- Oliver et Compagnie
- Peter et Elliott le dragon
- Pocahontas 2 : Un monde nouveau
- Winnie l'ourson et l'Éfélant
- Princesse malgré elle
- Toy Story
- Toy Story 3
- Les Aventures de Bernard et Bianca
- Bernard et Bianca au pays des kangourous
- RocketMan
- Cendrillon
- Les Aventures de Rocketeer
- Quelle vie de chien ! (VO : The Shaggy Dog)
- Stitch ! le film
- Merlin l'Enchanteur
- L'Espion aux pattes de velours
- Tarzan 2
- Grand conte (VO: Tall Tale)
- Tom Sawyer
- Toy Story 2
- The Wild
- À cœur vaillant rien d'impossible (VO : Wild Hearts Can't Be Broken)
- Winnie l'ourson 2 : Le Grand Voyage
- Les Aventures de Winnie l'ourson
- Flubber
- Le Monde de Narnia 1
- Ratatouille
- Cars
- Là-Haut
- Volt, star malgré lui
- Les 101 Dalmatiens
- Dingo et Max (VQ : Complètement Dingo)
- Atlantide, l'empire perdu
- Bambi
- Frère des ours (VQ: Mon frère l'ours)
- Buzz l'Éclair, le film : Le Début des aventures
- Tic et Tac, les rangers du risque
- Cendrillon
- Cendrillon 2 : Une vie de princesse
- Rasta Rockett (VQ: Les Apprentis Champions)
- Le Monde de Nemo (VQ: Trouver Nemo)
- La ferme se rebelle (VQ: La Ferme de la prairie) (Depuis le 27 août)
- Les Indestructibles (VQ: Les Incroyables)
- Inspecteur Gadget
- La Belle et le Clochard
- Le Roi lion 2 : L'Honneur de la tribu
- La Petite Sirène
- Un amour de coccinelle
- Pocahontas
- Mickey perd la tête
- Mulan
- Les Aventures de Tigrou et de Winnie l'ourson (VQ: Le Film de Tigrou)